# Каїрський метрополітен

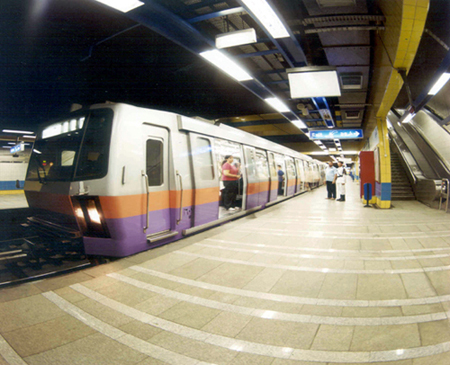
Каїрський метрополітен

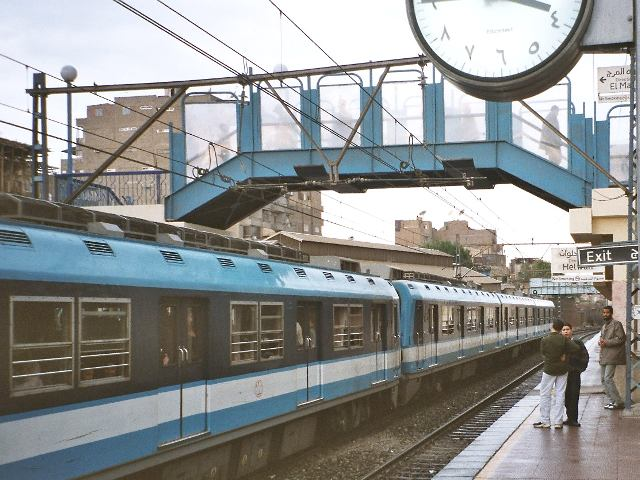
Станція Мар Гиргиз (Лінія 1)

Каїрський метрополітен — мережа ліній метрополітену у Великому Каїрі (Єгипет). 
Це була перша з трьох повноцінних мереж метро в Африці та перша в арабському світі, яка була побудована.

Було відкрито в 1987 році, черга лінії 1 від Гельвана до площі Рамзес завдовжки 29 км 
Станом на 2013 рік метро перевозило майже 4 мільйони пасажирів на день.

Станом на серпень 2020 року у Каїрському метрополітені є 74 станції, 
мережа має у своєму складі 3 - станції пересадки, 
загальною довжина мережі 89,4 км. 
Ширина колії — 1435 мм.

## Характеристики
У метрополітені використовується стандартна колія (1435 мм). 
Мережа використовується різний тип живлення потягів: потяги на Лінії 1 живляться від повітряної контактної мережі, ліній 2 та 3 від третьої рейки. Ціна квитка в єгипетських фунтах становить 1.00 на кожну поїздку (станом на липень 2006 — 0,14 Євро або 0,18 доларів США), незалежно від відстані. У каїрському метро кожні два першого вагона — тільки для жінок. Це продовжується до раннього вечора, і призначено для жінок, які не хочуть їздити з чоловіками в одному вагоні. Але жінки можуть вільно користуватися і всіма іншими вагонами. Цей принцип поділу також використовується в Дубайському метро, відкритому 9 вересня 2009.

## Мережа
| Лінія  | Кінцеві станції             | Відкриття | Останнє розширення | Довжина | Стації |
| ------ | --------------------------- | --------- | ------------------ | ------- | ------ |
| 1      | Гельван – Ель-Марг          | 1987      | 1999               | 44.3 km | 35     |
| 2      | Шубра-ель-Хейма – Ель-Муніб | 1996      | 2005               | 21.6 km | 20     |
| 3      | Аттаба – Адлі-Монсур        | 2012      | 2020               | 19.5 km | 19     |
| Разом: | Разом:                      | Разом:    | Разом:             | 85.4 km | 74     |

### Лінія 1 (Гельван— Ель-Марг)
Лінія 1 (араб. الخط الأول) (Гельван араб. حلوان — Ель-Марг араб. المرج) (червона лінія) була відкрита в 1987, 
після сполучення двох вже існуючих наземних ліній з невеликою підземною дільницею, 
прокладеною під міським центром. 
Протяжність лінії 44.3 км, з яких тільки 3 споруджені під землею. 
На лінії працюють 35 станції. 
Пасажиромісткість становить 60000 осіб на годину. 
Іноді лінію називають «французькою». 
Лінія прямує від індустріального району Гельван на півдні до Ель-Марг на півночі. 
Лінію будували в три етапи:
- Перший: (Гельван/Рамзес-філд): 29 км, відкриття дільниці 27 вересня 1987.
- Другий: (Рамзес-філд/Ель-Марг): 14 км, відкриття 5 квітня 1989 року.
- Третій: Північне продовження лінії 1: 1,3 км, відкриття у травні 1999 року.

### Лінія 2 (Шубра-ель-Хейма – Ель-Муніб)
Каїрська мережа метро була значно розширена в середині 1990-х із завершенням будівництва 2 (жовтої) лінії, що прямує з Шубри до Каїрського університету. 
Протяжність становить 19 км із 18 станціями на них. 
Іноді лінію називають «японською лінією». 
Це перша лінія метро, що перетнула Ніл. 
Друга лінія була відкрита в чотири етапи з 1996 до 2000 року і була в кінцевому підсумку досягла Гізи. 
Це здебільшого підземний тунель за винятком двох дільниць: короткої секції на півночі, що закінчується близько Шубри, 
яка прокладена естакадою, і дільниці на самому півдні, 
який є прикладом відкритого способу будівництва підземних споруд. 
Головна відмінність між першою і другою лінією — це те, що в першому використовується контактна мережа, 
в той час як у другій — контактна рейка. 
Лінія була побудована в чотири етапи:
- Перший: (Шубра-ель-Хейма/Рамзес-філд): 8 км, дільниця відкрита в 1996.
- Другий: (Рамзес-філд/Аль-Тахрір): 3 км, відкриття в 1997.
- Третій: (Аль-Тахрір/Каїрський університет у Болаці): 5,5 км, відкриття в 1999.
- Четвертий: (Каїрський університет/Аль-Омранія в Гізі): 2,7 км, відкриття в 2000.

### Лінія 3 (Аттаба – Адлі-Монсур)
Лінія 3 (зелена) на початок 2020-х прямує від Аттаби до клубу Адлі-Монсур, 
і триває будівництво решти лінії на північний захід від Великого Каїру. 
За планом лінія має сполучити міжнародний аеропорт Каїра з Каїрським університетом та Імбаби. 
Лінія прямує під Нілом, як і лінія 2.
Загальна довжина лінії має скласти 50 км, 
і має реалізовуватися у три фази:

- 21 лютого 2012: відкрита початкова дільниця «Аттаба» — «Аббасія», 5 станцій та 4,3 км.[13]
- 7 травня 2014: розширення лінії на 4 станції, дільниця «Аббасія» — «Аль-Ахрам» завдовжки 7,7 км[14][15]
- 15 червня 2019: розширення лінії від Аль-Ахрама до клубу Ель-Шамс (за винятком станції Площа Геліополіс).[16]

## Перспективи
Запропоновані проекти ще чотирьох ліній. Мета — зменшити хронічну перевантаженість каїрських доріг. Реалізація цих проектів відкладена на віддалену перспективу.
- Лінія 3 — Планується розвиток лінії, лінія буде протягнута з північного заходу Великого Каїру (від Імбаби) до Каїрського Міжнародного Аеропорту на північному сході, пройде через два рукави Нілу. Повна довжина дорівнюватиме приблизно 30 км, більша частина з яких — підземний тунель.
- Лінія 4 — Повна довжина складе 24 км, більша частина з яких також — підземний тунель. Лінія перетне два рукави Нілу. Пройде з північного заходу від Аль-Ахрам до Наср Сіті на сході.
- Лінія 5 — Це лінія-півколо, яка з'єднає гілки 1-4 і матиме довжину 20 км. Заплановано повністю як підземний тунель.
- Лінія 6 — Ця лінія простягнеться з півночі на південь і матиме довжину 19 км, більша частина якої за проектом — підземний тунель. Проте здійснення проекту буде залежати від доступних коштів у бюджеті.